# 帕尔沃
帕尔沃（法語：Parves，法語發音：[paʁv]）是法国东部安省的一个旧市镇，属于贝莱区。2016年，帕尔沃与市镇纳塔日合并为新市镇帕尔沃和纳塔日。

## 地理
帕尔沃（45°44'39"N, 5°44'27"E）面积5.53 平方千米，位于法国奥弗涅-罗讷-阿尔卑斯大区安省，该省份为法国东部省份，北起汝拉省，西北接索恩-卢瓦尔省，西接罗讷省和里昂大都会，南至伊泽尔省，东与萨瓦省、上萨瓦省和瑞士接壤。
与帕尔沃接壤的市镇（或旧市镇、城区）包括：贝莱、马尼约、马西尼约德里沃、纳塔日、维里尼安。

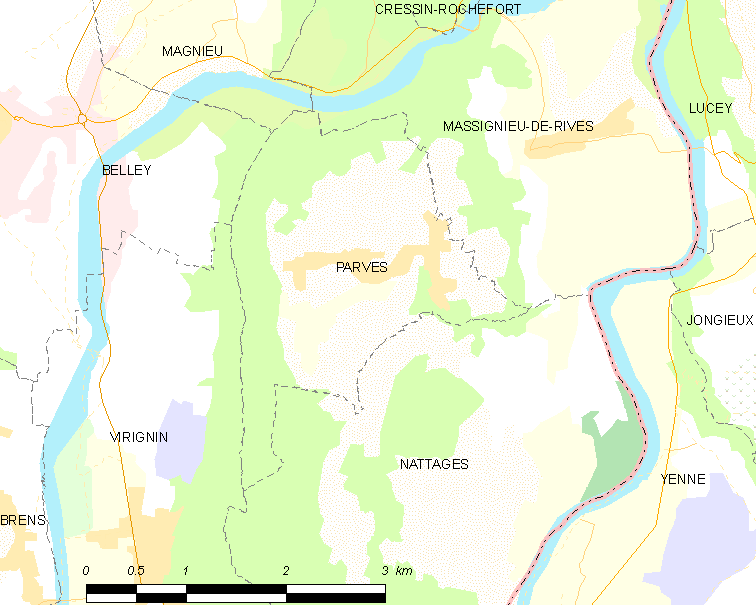
帕尔沃的OSM定位图

帕尔沃的时区为UTC+01:00、UTC+02:00（夏令时）。

## 行政
帕尔沃的邮政编码为01300，INSEE市镇编码为01286。

## 政治
帕尔沃所属的省级选区为贝莱县。

## 人口

1962-2008年间帕尔沃人口变化图示

帕尔沃于2018年1月1日时的人口数量为357人。